# Michael Weizmann
Michael Weizmann (* 19. Februar 2001) ist ein österreichischer Fußballspieler.

## Karriere
Weizmann begann seine Karriere beim Post SV Wien. Zur Saison 2015/16 wechselte er in die Jugend des SV Horn. Im April 2017 debütierte er für die Amateure von Horn in der sechstklassigen Gebietsliga. Dies blieb sein einziger Einsatz in der Spielzeit 2016/17. In der Saison 2017/18 kam er zu 19 Einsätzen in der Gebietsliga, in denen er sechs Tore erzielte. In der Saison 2018/19 folgten 16 Einsätze, in denen er vier Tore machte. Zu Saisonende stieg er mit den Horner Amateuren in die 1. Klasse ab.
Im August 2019 stand er gegen den Grazer AK erstmals im Profikader der Niederösterreicher. Sein Debüt in der 2. Liga gab er im Juli 2020, als er am 30. Spieltag der Saison 2019/20 gegen den FC Juniors OÖ in der 85. Minute für Simon Pirkl eingewechselt wurde. Dies blieb sein einziger Zweitligaeinsatz für Horn.
Zur Saison 2020/21 wechselte er zum fünftklassigen SC Herzogenburg.